# Sturnira bakeri
Sturnira bakeri — вид родини листконосові (Phyllostomidae), ссавець ряду лиликоподібні (Vespertilioniformes, seu Chiroptera). Назва вшановує американського вченого Роберта Бейкера (Robert J. Baker), який зробив значний внесок у еволюційне дослідження неотропічних кажанів і в навчання теріологів Латинської Америки.

## Таксономія й еволюційні відносини
На основі молекулярного філогенезу, виглядає так що Sturnira bakeri є частиною клади. у якій цей новий вид є сестринським таксоном з Sturnira parvidens Paúl M. Velazco1 and Bruce D. Patterson 2014.

## Середовище проживання
Цей вид був записаний лише в двох місцях на південному заході Еквадору. Типова місцевість знаходиться в Екологічному заповіднику Аренільяс (ісп. Reserva Ecológica Arenillas). Оскільки типова місцевість виду знаходиться недалеко від кордону з Перу, можна припустити, що цей вид може бути поширений на північному заході Перу. Середовище проживання, насамперед, сухе. Екологічний заповідник Аренільяс містить сухий незайманий ліс, вторинний ліс і сільськогосподарські плантації.

## Морфологія
Вид із загальною довжиною між 63 і 65 мм, довжина передпліччя між 43 і 45 мм, довжина стопи між 12 і 14 мм, довжина вух 14 до 17 мм і маса до 21 гр.
Тварина середнього розміру, з округлою черепною коробкою. Морда коротка і широка. Лист носа добре розвинений, ланцетоподібний, з передньою частиною, приєднаною до верхньої губи. Вуха короткі, трикутні, із закругленими кінцями і широко розставлені. Спинне хутро світло-коричневе, чотириколірне. Черевне хутро світло-сіре, триколірне. Шерсть коротка і кудлата, з довжиною близько 5 мм між плечима і на грудях 5 мм. Крилові мембрани темно-коричневі. Ноги і ступні густо вкриті волосками. Вид не має хвоста.

## Звички
Харчується фруктами.

## Загрози та охорона
Цей вид, будучи виявлений лише недавно, досі не піддавався будь-якій політиці збереження.